# Japońska ceremonia picia herbaty
Chanoyu (jap. 茶の湯 cha-no-yu ; dosł.: „wrzątek na herbatę”) – japońska ceremonia parzenia sproszkowanej, zielonej herbaty (matcha). Inaczej: sztuka ceremonialnego przyrządzania herbaty. Ceremonia ma podniosły, uroczysty charakter.

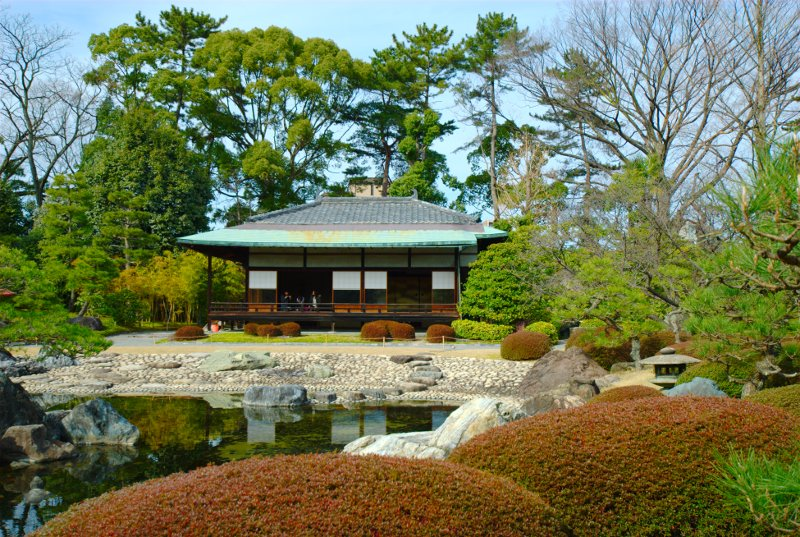
Pawilon ceremonii herbacianych

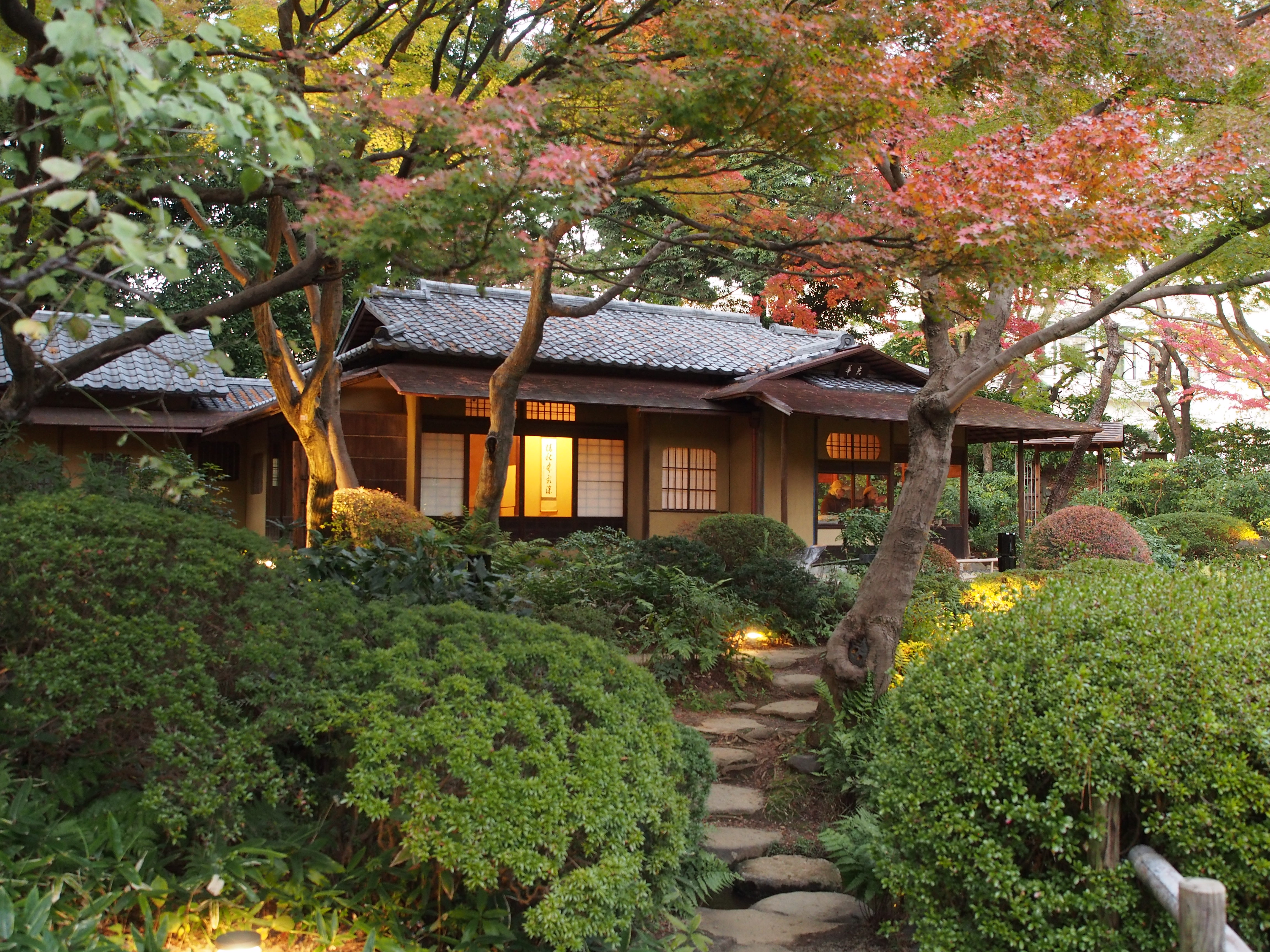
Pawilon należący obecnie do Tokyo Metropolitan Teien Art Museum (w przeszłości własność arystokacji)

Częściowo synonimicznie używa się również słów: chadō lub (pierwotnie) sadō (jap. 茶道), co tłumaczy się jako „droga herbaty”, podobnie jak w słowach: kendō („droga miecza”, czyli sztuka posługiwania się mieczem), kadō („droga kwiatów”, to inna nazwa ikebany, sztuki układania kwiatów), czy shodō („droga pisma”, czyli sztuka kaligrafii).

## Historia

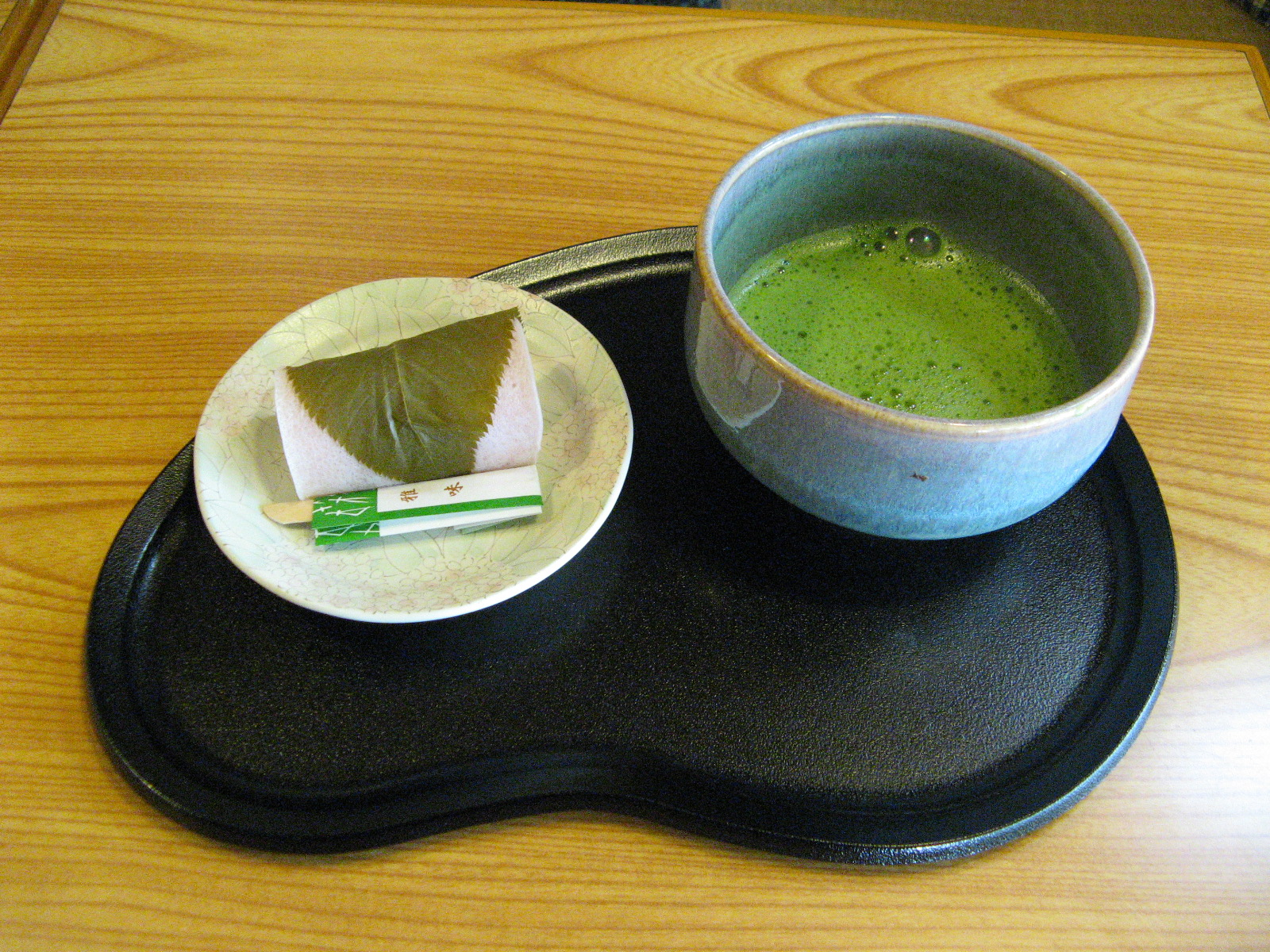
Matcha i wagashi

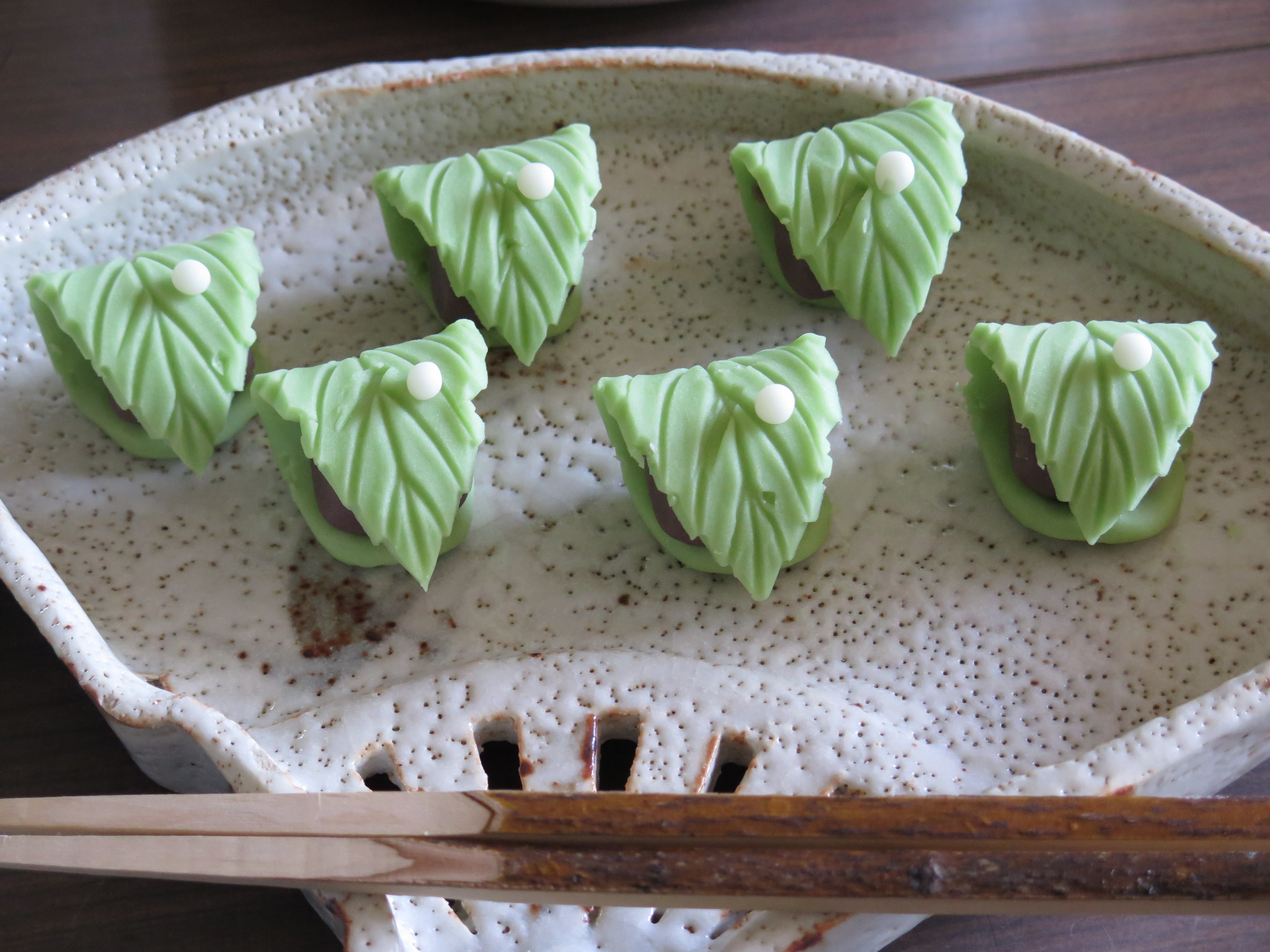
Wagashi do ceremonii, zielone na zewnątrz z pastą z czerwonej fasoli (anko) w środku

Krzew herbaty pochodzi prawdopodobnie z górskich regionów południowej Azji, skąd dotarł do Chin, gdzie początkowo traktowano ją jako lekarstwo. Za panowania dynastii Tang (618–907) zieloną herbatę pito dla jej smaku. Liście były prasowane w kostki. Dodawano imbir i sól. Natomiast w okresie dynastii Song (960–1279) liście podgrzewano na parze, suszono i ubijano na proszek. Taką herbatę używano przede wszystkim w celach ceremonialnych w świątyniach, ale stopniowo zaczęto ją cenić szeroko.
Herbata dotarła do Japonii w okresie panowania Tangów, kiedy wymiana kulturalna pomiędzy obu krajami osiągnęła wysoki poziom. Pierwsze wzmianki na temat formalnych ceremonii połączonych z piciem herbaty pochodzą z VIII wieku, ale nie przebiegały one tak, jak dzieje się to dzisiaj. W okresach Nara (710–794) i Heian (794–1185) herbatę już uprawiano w Japonii, ale był to rzadki artykuł i pity głównie przez mnichów w czasie ceremonii oraz przez dworskich arystokratów.
Matcha była roztrzepywana w stożkowych miseczkach o nazwie tenmoku-chawan (zobacz Ceramika Jian). Zwyczaj ten przeniósł się na pierwsze formy spotkań przy herbacie, czyli chakai. Jedną z nich były spotkania yotsugashira (pol. „cztery głowy”, w znaczeniu czterech gospodarzy), w których uczestniczyli basara (ekstrawaganccy, zachowujący się i ubierający wyzywająco) daimyō. Miały one miejsce w pomieszczeniach, w których znajdowały się cenne przedmioty artystyczne z Chin i Japonii.
W okresie Kamakura (1185–1333) japońscy mnisi i badacze podróżowali do Chin, aby poznawać bogatą kulturę dynastii Song. Wśród nich był mnich Eisai Myōan (1141–1215), który po powrocie do Japonii w 1191 r. wprowadził rytuał przygotowywania herbaty w proszku i picia jej w czasie medytacji zen. Napisał on „Traktat o piciu herbaty dla zdrowia” (jap. Kissa Yōjōki), w którym przedstawił właściwości herbaty, korzystne dla zdrowia fizycznego i duchowego. Stało się to początkiem szerokiej uprawy herbaty oraz rozwoju ceremonii jej parzenia i picia.

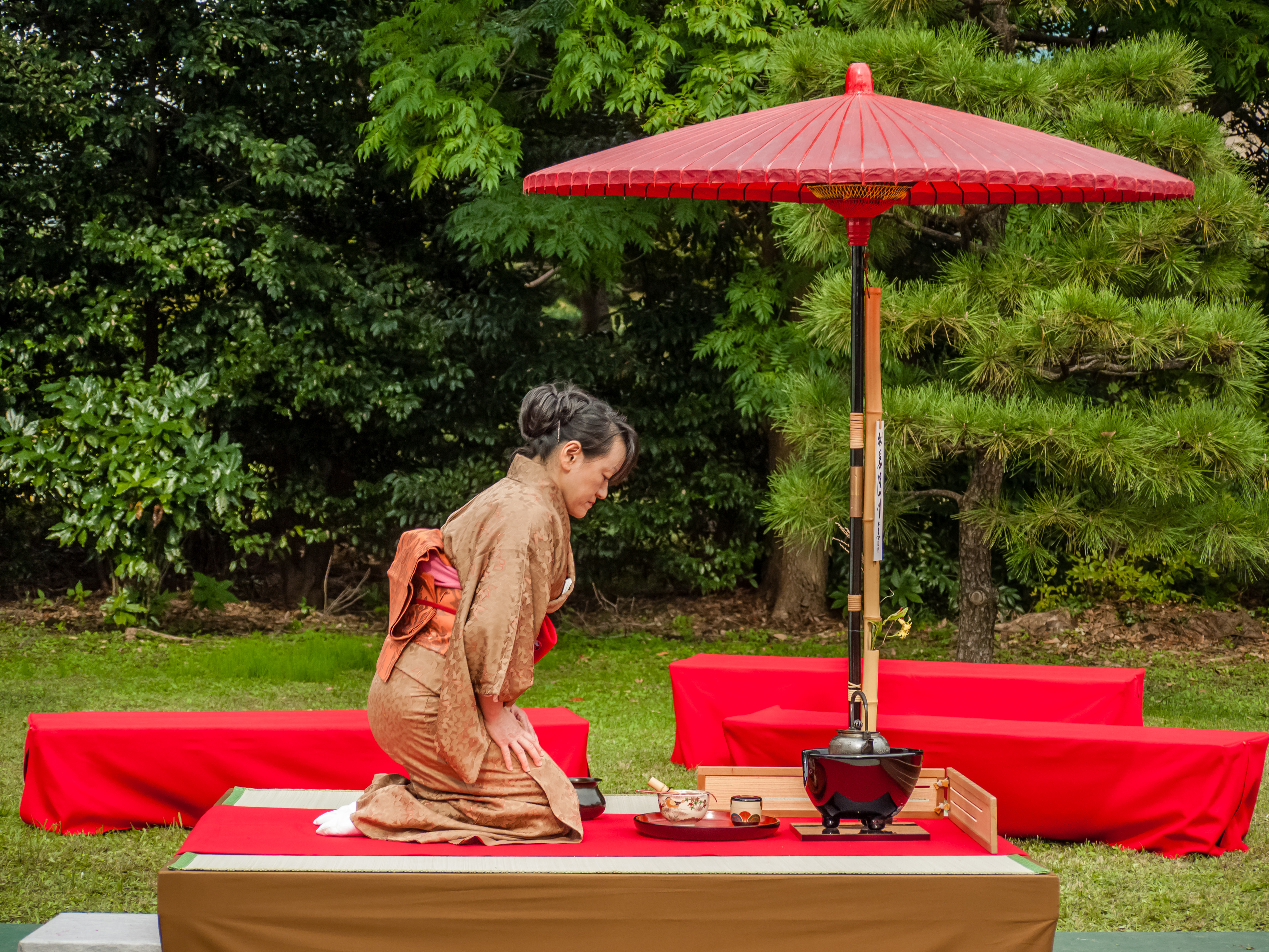
Ceremonia w ogrodzie o charakterze pokazu

Zainteresowania Eisaia podzielał jego uczeń, Dōgen (1200–1253). W 1227 roku przywiózł z Chin przybory do parzenia herbaty i przekazał wskazówki do organizowania ceremonii herbacianej, regulującej codzienne życie w buddyjskiej świątyni Eihei-ji.
Z biegiem lat zalety herbaty dostrzegła także klasa wojowników oraz nowa, wpływowa klasa kupiecka. W czasie przyjęć o charakterze towarzyskim organizowano konkursy poezji, konkursy identyfikacji rodzajów herbaty, nie stroniono od alkoholu i hazardu. Panował także zwyczaj ostentacyjnego wystawiania kosztownych utensyliów do herbaty, importowanych z Chin.
Dzisiejsza, wyrafinowana w swojej prostocie, ceremonia herbaciana cha-no-yu jest rezultatem wszystkich powyższych czynników wzajemnie na siebie wpływających. Wystawne przyjęcia zamieniły się w lekkie posiłki przed ceremonią, a bogate dekoracje, ozdoby i cenne dzieła sztuki zostały zredukowane do prostych aranżacji w postaci chabana i kakemono. Stało się to pod wpływem zen oraz trzech silnych osobowości, które nadały obecny kształt japońskiej ceremonii przyrządzania i picia herbaty. Byli to: Shukō Murata (także Jukō Murata; 1423–1502), Jōō Takeno (1502–1555), Rikyū Sen (Sen no Rikyū; 1522–1591).
Murata stworzył koncepcję ceremonii picia herbaty, sięgającą daleko poza rozrywkę, właściwości lecznicze i obrzęd świątynny. Pieczołowicie precyzyjny proces jej parzenia i picia w skupieniu miały się stać, według niego, wyrazem wiary zen, że każdy czyn w codziennym życiu jest potencjalnym aktem, który może prowadzić do oświecenia.
Następca Muraty, Jōō Takeno, choć sam był bogaty, nie lubił ostentacji i uprościł wystrój chashitsu, zastępując białe tapety na ścianach powierzchnią glinianą, zamiast drogiego drewna stosował bambus oraz zwęził alkowę tokonoma, obramowując ją naturalnym drewnem. Kładł nacisk na użycie przedmiotów japońskich, a nie chińskich.
Gdy Sen no Rikyū w wieku 19 lat został uczniem Takeno, znał już zasady cha-no-yu. Urodził się w Sakai jako najstarszy syn bogatego kupca. Jego dziadek Sen’ami, był artystycznym doradcą sioguna Yoshimasy Ashikaga. Rikyū, podobnie jak inni mistrzowie herbaty w Sakai, studiował zen. Łączył przez to estetyczną prostotę z rezerwą wyrażania ekspresji artystycznej. Cechami jego stylu były: umiar, odrzucenie splendoru i ostentacji, wyeliminowanie wszystkiego, co rozprasza uwagę i budzi niepokój ducha. Jego pawilony herbaciane były z gliny lub drewna, proste, surowe bez ornamentów. Dachy były kryte słomą lub korą cyprysu. To on wprowadził specjalne, bardzo wąskie wejście do chashitsu, zwane nijiri-guchi, które zmusza gości do wpełzania. W tym zamyśle zawarte jest stworzenie równości, odrzucenie hierarchii społecznej.
Tradycję wywodzącą się z nauczania Rikyū kultywują do dziś jego potomkowie, należący do trzech rodów/szkół: Ura-Senke, Omote-Senke, Mushanokōji-Senke. Dzięki ich nauczaniu, ceremoniał wypracowany przez mistrza został przechowany do czasów obecnych.

## Istota „drogi herbaty”

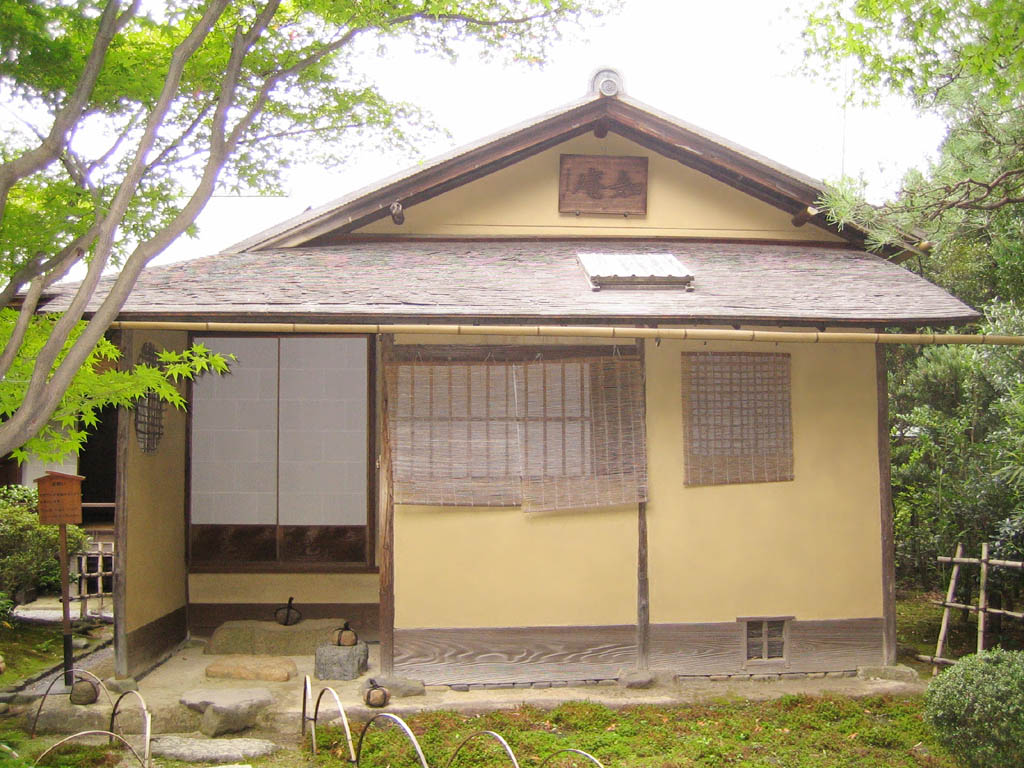
Pawilon o nazwie „Jō-an” w parku Urakuen, Inuyama, prefektura Aichi (skarb narodowy od 1951 r.); pierwotnie zbudowany w 1618 r. przez Uraku Odę (Nagamasa Oda, 1548–1622), młodszego brata Nobunagi Ody i ucznia Sen no Rikyū, jako część kompleksu świątynnego w Kioto; w 1972 roku przeniesiony do Urakuen

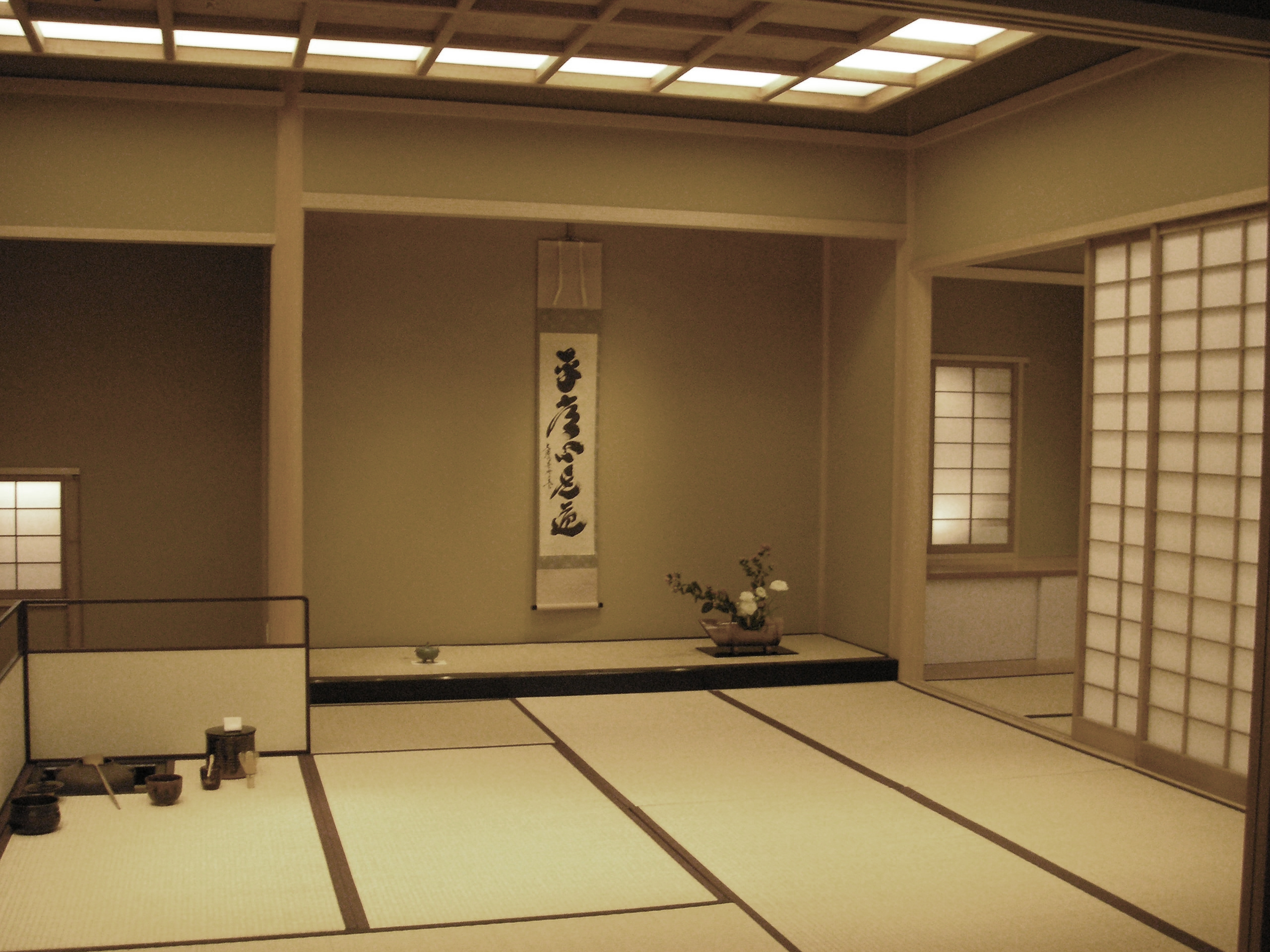
Chashitsu, tokonoma (z kakemono i chabana), przyrządy do parzenia herbaty (Museum für Ostasiatische Kunst Dahlem, Berlin)

Anegdota opowiada, że mistrz Rikyū, zapytany kiedyś o istotę „drogi herbaty”, odpowiedział:
Węgla drzewnego wziąć tyle, aby zawrzała woda, herbaty zaś tyle, aby wydobyć właściwy jej smak. Ułożyć kwiaty tak, aby wydawało się, że rosną. Latem stworzyć wrażenie rześkiego chłodu, a zimą – przytulności. I to jest cała tajemnica.
Kiedy jego rozmówca rozczarowany rzekł, że to wszystkim jest wiadome, mistrz odrzekł, że zostanie uczniem tego, który to wie.
Piętnasty wielki mistrz rodu Urasenke podczas swojej wizyty w Warszawie w 2007 roku następująco wyjaśniał podstawy „drogi herbaty”:

Najważniejsze z ideałów „drogi herbaty” stworzonej przez Sen no Rikyū sprowadzają się do czterech elementów ceremonii: wa-kei-sei-jaku (harmonia, szacunek, czystość, spokój):
- wa → oznacza harmonię, jaka powinna panować w stosunkach międzyludzkich, pomiędzy człowiekiem a naturą, w doborze utensyliów herbacianych i w sposobach ich używania, oraz we wszystkich innych aspektach chadō;
- kei → oznacza szacunek okazywany wszystkim rzeczom, a pochodzi on ze szczerego uczucia wdzięczności za ich istnienie;
- sei → oznacza czystość, zarówno fizyczną, jak i duchową;
- jaku → oznacza spokój, stan pokoju ducha.

## Chashitsu
Pomieszczenie do ceremonii powstało jako stojący osobno, niewielki pawilon, otoczony ogrodem (roji) podzielonym na dwie części, pod wpływem dwóch mistrzów herbaty, którzy wnieśli skromność i prostotę. Jōō Takeno (1502–1555), który używał bambusa i surowego drewna oraz Sen no Rikyū, który stworzył mały, kryty strzechą pawilon, zwany soan-chashitsu, który przypominał górską chatę. Ograniczył jego wielkość, liczbę przedmiotów dekoracyjnych, naczyń i elementów roślinnych, stosował proste materiały (ziemię, słomę, nieozdobione drewno).
Ten nowy styl ceremonii parzenia herbaty został nazwany wabi-cha, ponieważ ucieleśniał ideały wabi-sabi w praktyce picia herbaty.
Ceremonia odbywa się w pomieszczeniu, które nazywa się chashitsu. W pomieszczeniu znajduje się specjalna wnęka o nazwie tokonoma, przeznaczona do eksponowania wiszącego na ścianie kakemono (pionowy obraz z wykaligrafowaną sentencją lub samą kaligrafią sentencji buddyjskiej) oraz wazy (hanaire) na kwiaty chabana (kwiaty ceremonii herbacianej). Są one starannie dobierane, pod kątem prostoty i elegancji oraz w zgodzie z porą roku. Chabana wywodzi się od ikebany, ale jest często traktowana jako osobna gałąź sztuki układania kwiatów. Czasami decyduje się także na wydzielenie jednego lub dwóch przedpokoi, w których odbywają się przygotowania do ceremonii. Wyposaża się je w półki i szafkę na przybory kuchenne, a w podłodze konstruuje się zagłębienie z dnem z bambusowej kraty, przez którą spływa woda i na której stawia się duże naczynie na wodę. Czasem wybierano także zwykłą umywalkę z miedzi.

## Przebieg ceremonii

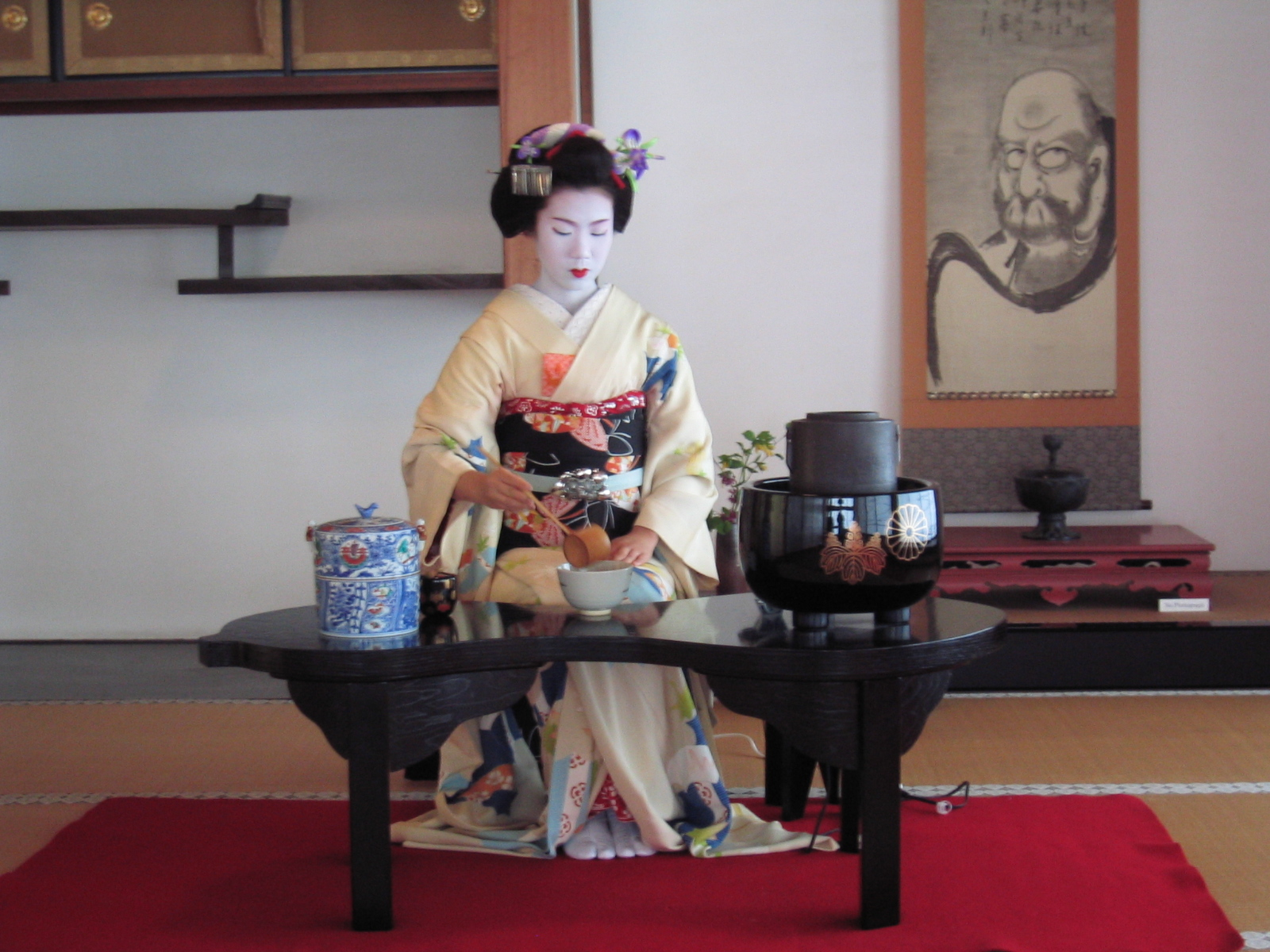
Maiko w trakcie ceremonii (w tle tokonoma z kakemono i tokowaki (przestrzeń z półkami)

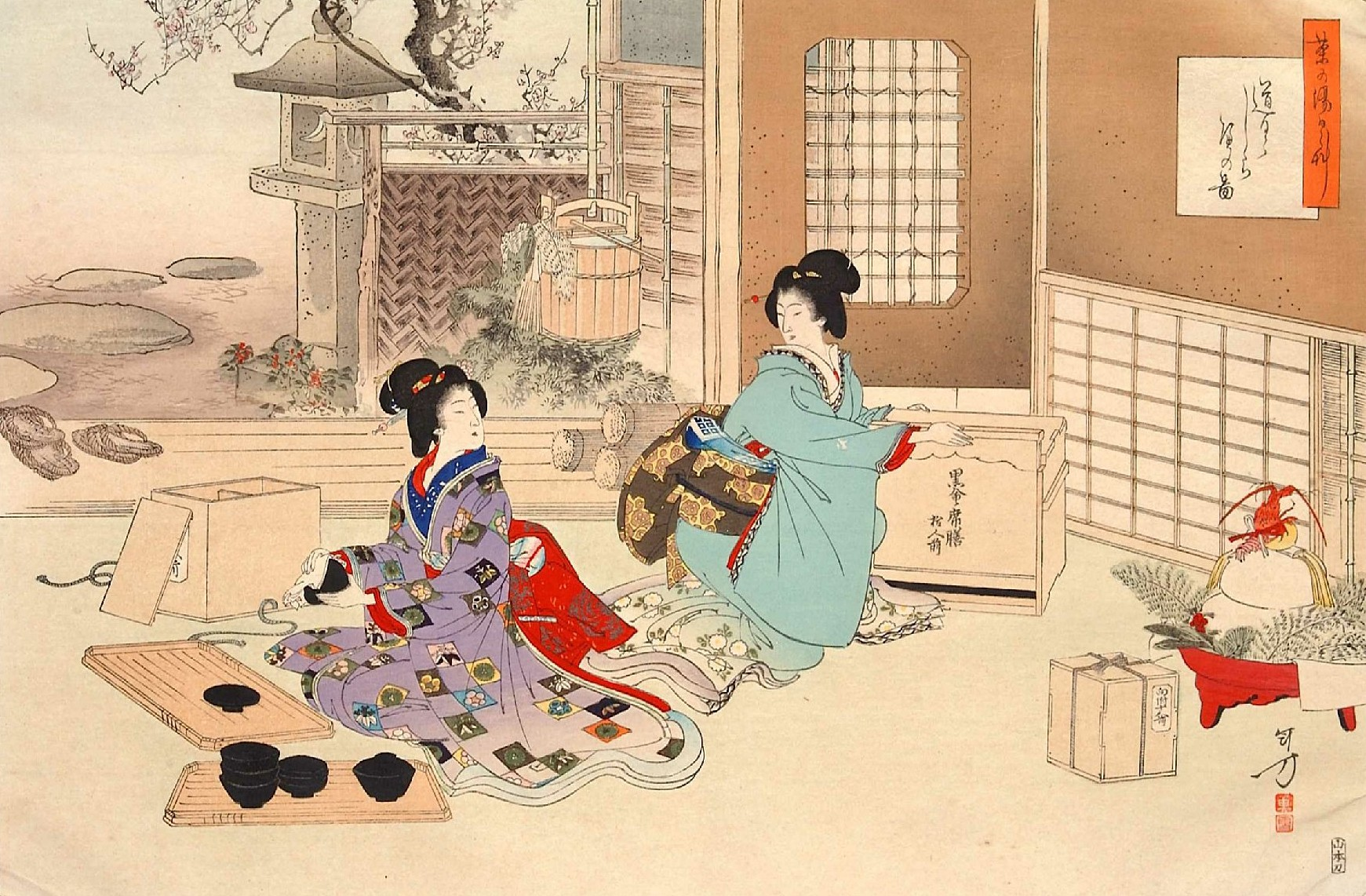
Toshikata Mizuno (1866-1908), Przygotowania do ceremonii, ze zbioru Chanoyu-nichinichisō

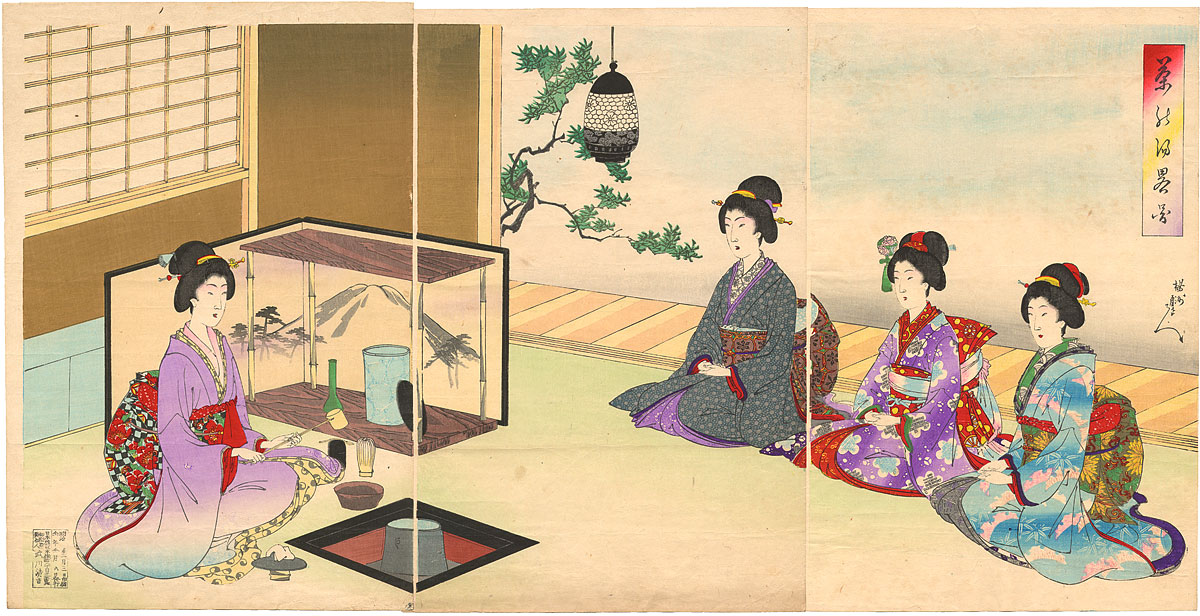
Chikanobu Yōshū (1838–1912), Cha-no-yu

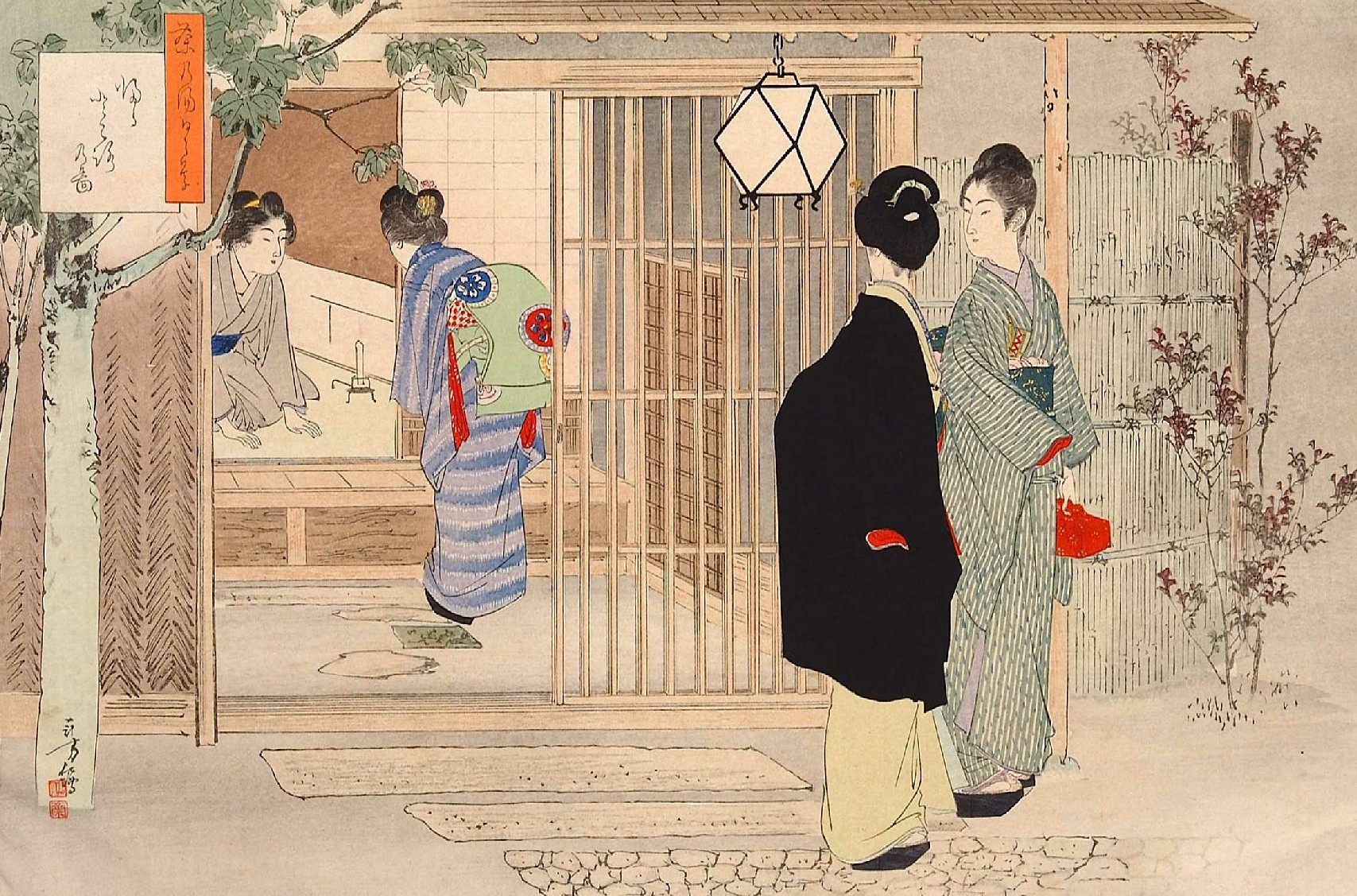
Toshikata Mizuno, Goście opuszczają ceremonię

Tradycyjna ceremonia herbaciana odbywa się w specjalnym, niewielkim pawilonie usytuowanym w ogrodzie, na terenie prywatnym, świątynnym lub parkowym. Wszystkie jej elementy tworzą atmosferę spokoju i symbolizują oderwanie od świata zewnętrznego i codziennych spraw. Ceremonia przebiega w nastroju godności i skupienia, według ściśle przyjętych zasad.
Ogród zapewnia spokojne i naturalne otoczenie, dzięki czemu przygotowuje uczestników do ceremonii. Zazwyczaj podzielony jest na dwie części – zewnętrzną i wewnętrzną. W części zewnętrznej można znaleźć zadaszone miejsce do siedzenia (koshikake-machiai) służące jako poczekalnia na zaproszenie do środka przez mistrza ceremonii. W części wewnętrznej znajduje się zaś dodatkowe miejsca do siedzenia, kamienna misa na wodę (tsukubai) do rytualnego obmycia rąk i płukania ust. Wzdłuż ścieżki prowadzącej do pawilonu, wyłożonej kamieniami, mogą być ustawione kamienne latarnie. Całość mogą dopełniać drzewa, krzewy, staw lub suchy ogród.
Przybywających gości gospodarz wita ukłonem przy furtce. Goście wchodzą do ogrodu i spacerując, wyrażają gospodarzowi podziw za aranżację roślin i kamiennych kompozycji. Wszyscy spotykają się przy ogrodowej ławeczce, aby wybrać „głównego gościa honorowego” (shōkyaku). Jest to osoba spośród zaproszonych, która uchodzi za najbardziej szanowaną i obeznaną z etykietą chakai. Jej rolą jest zadbanie – wraz z gospodarzem – o atmosferę spotkania oraz służenie przykładem.
Do pawilonu wchodzi się przez nieduży otwór, zwany nijiri-guchi. Ma on wymiary 80 × 70 cm, więc każdy wchodzący musi niemal wczołgać się do środka. Wejście to symbolizuje równość wszystkich uczestników ceremonii. W dawnych czasach samuraj musiał pozostawić na zewnątrz swoją broń, aby także w ten sposób okazać swoją równość z innymi uczestnikami ceremonii.
Goście siadają na tatami. Pokój ma przeważnie wielkość 2–4 tatami (pierwsze pomieszczenie przeznaczone do ceremonii picia herbaty najprawdopodobniej miało rozmiar trzy na trzy metry i zaprojektował je Shukō Murata). Jest urządzony według zasady określanej dwoma słowami, które zlały się w jedno pojęcie z zakresu japońskiej koncepcji estetyki. Jest to wabi-sabi zapisywane po japońsku: 侘・寂 lub 侘び寂び. Oznacza ono piękno odnajdywane w spokojnej prostocie i ascetycznym wyrafinowaniu. W pomieszczeniu nie ma mebli i zbędnych przedmiotów, aby nic nie rozpraszało uwagi uczestników ceremonii.
Kiedy wchodzi gospodarz, gość główny dziękuje mu za zaproszenie i przygotowanie ceremonii. Potem rozpoczyna się rozmowa na temat czarek do herbaty i wiszącego we wnęce zwoju kakemono. Poruszane są tylko tematy związane z ceremonią, gdyż inne byłyby okazaniem nietaktu, poważnym zakłóceniem harmonii tej ceremonii. Goście częstowani są lekkim posiłkiem (kaiseki lub cha-kaiseki), na który składają się ryż, zupa, ryba i warzywa. Do posiłku może być podana sake oraz wagashi.
Gospodarz zagotowuje wodę na herbatę w naczyniu zwanym cha-gama, przeciera miseczki i bambusową łyżeczką wsypuje sproszkowaną herbatę (3 łyżeczki na osobę). Potem zalewa herbatę wodą i roztrzepuje ją specjalnym bambusowym przyrządem (chasen), przypominającym z wyglądu pędzel do golenia. Kiedy herbata jest dobrze wymieszana, gospodarz podaje ją gościom. Są jej dwa rodzaje używane w czasie ceremonii: gęsta koi-cha, którą wszyscy piją z jednego naczynia, kolejno je sobie podając, kłaniając się i wypowiadając stosowne słowa uprzejmości. Natomiast usu-cha (słaba, lekka herbata) jest podawana każdemu gościowi osobno. Każda z nich jest przygotowywana inaczej, według skomplikowanych zasad, wymagających długiej nauki.
Na koniec ceremonii gość główny ponownie dziękuje gospodarzowi za przygotowanie ceremonii.

## „Droga herbaty”
Ceremonia chanoyu (chadō) przebyła długą drogę, w czasie i znaczeniu: od roli napoju i leku, jako część obrzędów świątynnych oraz atrakcja przyjęć i rozrywek arystokratów, aż w końcu stała się istotnym elementem kultury medytacji zen i estetycznej koncepcji widzenia świata. Łączy w sobie także sposób przygotowywania i podawania posiłków, wykorzystania i wpływania na architekturę, aranżację ogrodów, ceramikę i kaligrafię. Jednoczy artystyczną kreatywność, wrażliwość na przyrodę, myśl religijną i wymianę społeczną.